# Clane
Clane is een plaats in het Ierse graafschap Kildare.